# ديفيد ديفيز (موظف)
ديفيد ديفيز (بالإنجليزية: David Davies)‏ هو مقدم تلفزيوني بريطاني، ولد في 1948.